# ميكو هيرفونن
ميكو هيرفونن (بالفنلندية: Mikko Hirvonen) مواليد 31 يوليو 1980، هو سائق راليات فنلندي سابق بدأ مسيرته في سنة 2002. كان أول رالي له هو رالي فنلندا 2002. تنافس في بطولة العالم للراليات. نافس في رالي التحدي عبر القارات. فاز بـ 15 سباق رالي. صعد على المنصة 69 مرة خلال مسيرته.

## سجل الفوز
| الرقم | الحدث               | الموسم                          |
| ----- | ------------------- | ------------------------------- |
| 1     | رالي أستراليا       | بطولة العالم للراليات موسم 2006 |
| 2     | رالي النرويج 2007   | بطولة العالم للراليات موسم 2007 |
| 3     | رالي اليابان 2007   | بطولة العالم للراليات موسم 2007 |
| 4     | رالي ويلز 2007      | بطولة العالم للراليات موسم 2007 |
| 5     | رالي الأردن 2008    | بطولة العالم للراليات موسم 2008 |
| 6     | رالي تركيا 2008     | بطولة العالم للراليات موسم 2008 |
| 7     | رالي اليابان 2008   | بطولة العالم للراليات موسم 2008 |
| 8     | رالي أكروبوليس 2009 | بطولة العالم للراليات موسم 2009 |
| 9     | رالي بولندا 2009    | بطولة العالم للراليات موسم 2009 |
| 10    | رالي فنلندا 2009    | بطولة العالم للراليات موسم 2009 |
| 11    | رالي أستراليا 2009  | بطولة العالم للراليات موسم 2009 |
| 12    | رالي السويد 2010    | بطولة العالم للراليات موسم 2010 |
| 13    | رالي السويد 2011    | بطولة العالم للراليات موسم 2011 |
| 14    | رالي أستراليا 2011  | بطولة العالم للراليات موسم 2011 |
| 15    | رالي سردينيا 2012   | بطولة العالم للراليات موسم 2012 |

## فرق مثلها
- فريق فورد للراليات
- فريق سوبارو للراليات

## روابط خارجية
- ميكو هيرفونن على موقع Rallye-info.com (الإنجليزية)
- ميكو هيرفونن على موقع eWRC-results.com (الإنجليزية)